# Linderöds socken
Linderöds socken i Skåne ingick i Gärds härad, ingår sedan 1974 i Kristianstads kommun och motsvarar från 2016 Linderöds distrikt.
Socknens areal är 39,70 kvadratkilometer varav 39,50 land. År 2000 fanns här 725 invånare. Tätorten Linderöd med sockenkyrkan Linderöds kyrka ligger i socknen.

## Administrativ historik
Socknen har medeltida ursprung. 
Vid kommunreformen 1862 övergick socknens ansvar för de kyrkliga frågorna till Linderöds församling och för de borgerliga frågorna bildades Linderöds landskommun. Landskommunen uppgick 1952 i Tollarps landskommun som 1974 uppgick i Kristianstads kommun. Församlingen uppgick 2022 i Tollarps församling.
1 januari 2016 inrättades distriktet Linderöd, med samma omfattning som församlingen hade 1999/2000.  
Socknen har tillhört län, fögderier, tingslag och domsagor enligt vad som beskrivs i artikeln Gärds härad. De indelta soldaterna tillhörde Norra skånska infanteriregementet, Gärds kompani och Skånska dragonregementet, Livskvadron, Majorns kompani.

## Geografi
Linderöds socken ligger sydväst om Kristianstad på norra delen av Linderödsåsen. Socknen är en kuperad skogsbygd med inslag av odlingsbygd.
I socken finns byarna Byrhult, Bjära, Knopparp, Spångarp, Holmö, Torastorp, Södra Pårup, Ynnarp, Bösarp, Ylleröd, Boarp, Åkarp och Loarp

## Fornlämningar
Gravrösen och resta stenar från järnåldern är funna.

## Namnet
Namnet skrevs 1332 Linderyth och kommer från kyrkbyn. Namnet innehåller lindi, 'bestånd av lind' och ryd, 'röjning'..
Namnet skrevs före 5 april 1889 även Linneröds socken.